# Ali Abbasi
Ali Abbasi (in persiano علی عباسی‎; Teheran, 1981) è un regista e sceneggiatore iraniano naturalizzato danese.

## Biografia
Abbasi è nato nel 1981 a Teheran. Ha frequentato il Politecnico di Teheran fino al 2002 e ha collaborato con case editrici e riviste come autore di racconti, scritti in persiano. Nel 2002 è emigrato in Europa per studiare architettura all'Accademia reale svedese delle scienze di Stoccolma. Dopo aver conseguito il Bachelor of Arts nel 2007, si è iscritto alla Den Danske Filmskole, scuola di cinema di Copenaghen, presso la quale si è laureato nel 2011 presentando il cortometraggio M for Markus.
Nel 2016 ha diretto il suo primo lungometraggio, intitolato Shelley e presentato in anteprima nella sezione Panorama del Festival di Berlino. Nel 2018 il suo secondo lungometraggio, Border - Creature di confine, tratto dal racconto Confine dello scrittore svedese John Ajvide Lindqvist, ha vinto il premio Un Certain Regard al Festival di Cannes ed è stato candidato agli European Film Awards come miglior film, miglior regia e miglior sceneggiatura.

### Vita privata
Abbasi vive a Copenaghen e ha doppia cittadinanza con passaporto iraniano.

## Filmografia

### Cinema
- M for Markus – cortometraggio (2011)
- Shelley (2016)
- Border - Creature di confine (Gräns) (2018)
- Holy Spider (2022)
- The Apprentice - Alle origini di Trump (The Apprentice) (2024)

### Televisione
- The Last of Us – serie TV, episodi 1x08-1x09 (2023)

## Riconoscimenti
- 2016 – Festival di Berlino[2]
  - Sezione Panorama, per Shelley

- 2018 – Festival di Cannes[5][6]
  - Premio Un Certain Regard, per Border - Creature di confine

- 2018 – European Film Awards[7]
  - Candidatura al premio per il miglior film, per Border – Creature di confine
  - Candidatura al premio per il miglior regista, per Border – Creature di confine
  - Candidatura al premio per la miglior sceneggiatura, per Border – Creature di confine

- 2018 – Noir in Festival[10]
  - Premio Leone Nero al miglior film, per Border – Creature di confine

- 2019 – European Film Awards[11]
  - Candidatura al premio del pubblico al miglior film europeo, per Border – Creature di confine

- 2019 – Saturn Award[12]
  - Candidatura al premio per il miglior film internazionale, per Border – Creature di confine

- 2020 – Premi Goya[13]
  - Candidatura al premio per il miglior film europeo, per Border – Creature di confine